# 20068 Peterbarthel
A 20068 Peterbarthel (ideiglenes jelöléssel (20068) 1993 TE34) a Naprendszer kisbolygóövében található aszteroida. Eric Walter Elst fedezte fel 1993. október 9-én.